# Pfarrkirche Achenkirch

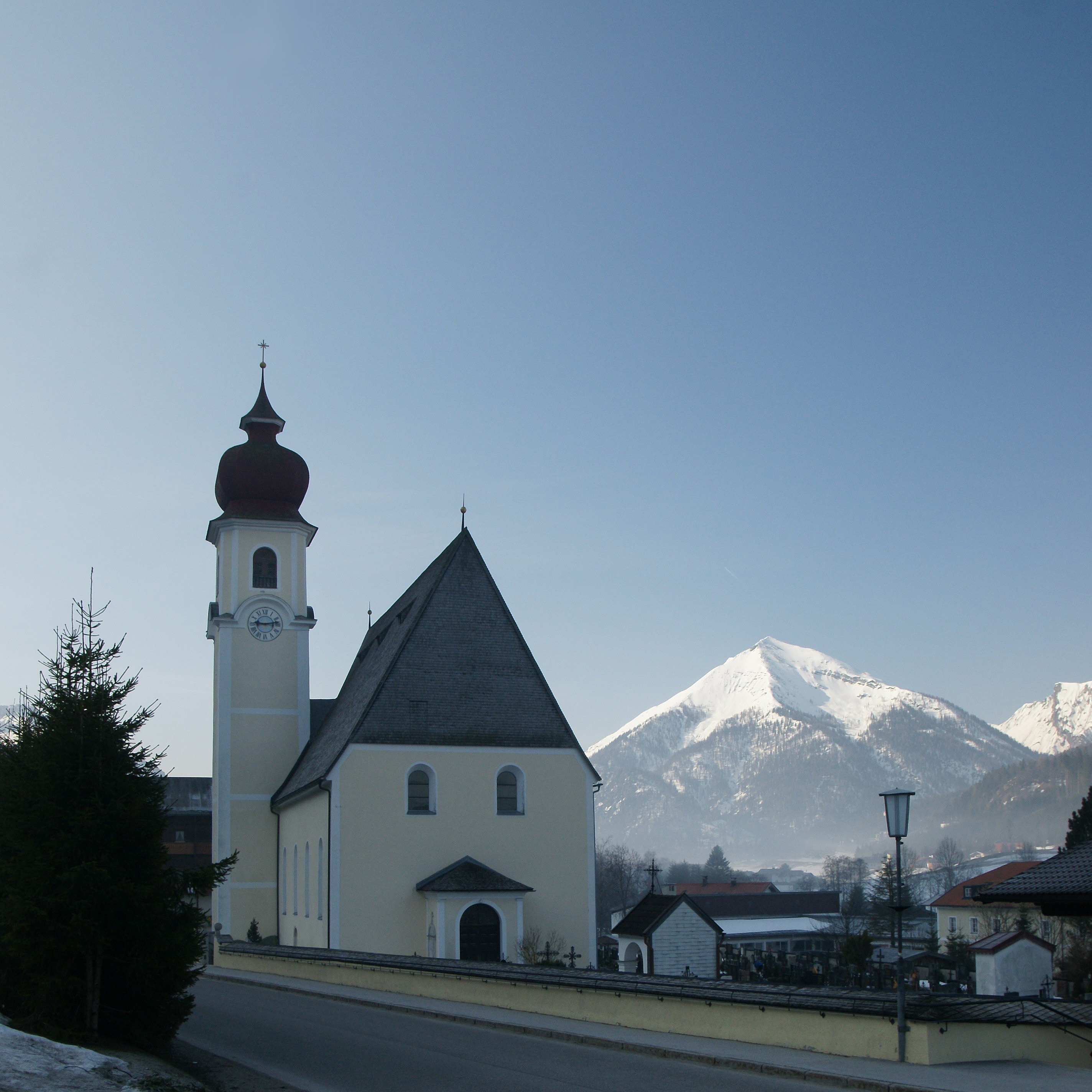
Katholische Pfarrkirche hl. Johannes der Täufer in Achenkirch vor der Seekarspitze

Langhaus, Blick zum Chor

Langhausfresken

Die Pfarrkirche Achenkirch steht im Dorf Achenkirch in der Gemeinde Achenkirch im Bezirk Schwaz in Tirol. Die dem Patrozinium hl. Johannes der Täufer unterstellte römisch-katholische Pfarrkirche gehört zum Dekanat Fügen-Jenbach in der Diözese Innsbruck. Die Kirche und der Friedhof stehen unter Denkmalschutz (Listeneintrag).

## Geschichte
Die Kirche war ursprünglich Eigentum der Herren von Schlitters, die mit der Schenkung an das Kloster Georgenberg übereignet wurde. Bei dieser Schenkung wird die Kirche als Pfarre im Tal Emaus bezeichnet. Doch sehr bald wurde sie Kirche zu Achen, Achenkirch bezeichnet. Urkundlich wurde 1122 eine Kirche und 1141 eine Pfarre – dem Kloster Georgenberg inkorporiert – genannt. Ein gotischer Kirchenbau wurde 1520 geweiht. Der barocke Neubau wurde von 1748 bis 1750 nach Plänen von Jakob Singer erbaut. Der Turm mit Zwiebelhelm entstand 1755.

## Architektur
Der barocke Saalbau mit rundbogigen Fenstern und einem Nordturm ist von einem Friedhof umgeben. Außen am Chor befindet sich ein Fresko Kreuzigung, zugleich Sonnenuhr, aus dem 18. Jahrhundert.
Das Kircheninnere zeigt ein vierjochiges Langhaus unter einer Stichkappentonne über Pilastern mit Kämpfern. Der Chor schließt halbkreisförmig.
Die Fresken im Langhaus Predigt des hl. Johannes des Täufers und Engelloch schuf Johann Endfelder 1842, das Fresko Taufe Christi im Chor schuf der Maler Josef Haun 1933. Die Glasgemälde im Chor schuf die Tiroler Glasmalereianstalt um 1890.
Seit 1750 wurde die Kirche mehrfach restauriert und umgestaltet, die neubarocke Wandmalerei von 1933/34 ist nicht mehr vorhanden. Die jetzige Wandmalerei im Nazarener-Stil stammt aus dem Jahr 1870.

## Ausstattung
Die Einrichtung entstand um 1870. Der neuromanische Hochaltar aus 1891 zeigt das Hochaltarbild hl. Johannes der Täufer bittet für die Gemeinde gemalt von Philipp Haller 1762 vom ehemals barocken Hochaltar, er trägt die Statuen der Heiligen Georg, Vinzenz, König Heinrich II. und Florian. Die Seitenaltäre, die Kanzel und das Heiliggrab schuf der Tischler Matthäus Diechtl.
Der rechte Seitenaltar, dem Hl. Herz Jesu geweiht trägt Grödner Statuen der Heiligen Sebastian und Josef. Der linke Seitenaltar zeigt die Rosenkranzkönigin, dem hl. Dominikus den Rosenkranz überreichend; daneben die Heiligen Benedikt und Scholastika. Im Chor befinden sich die Beichtstühle und 12 Apostelbilder.
Sehenswert sind die Stuhlwangen, das Sakramentshaus und Statue des hl. Johannes Nepomuk im Kirchenraum.

## Grabdenkmäler
Im Chor befindet sich der Grabstein von Elisabeth Kempter von Brixen aus dem 17. Jahrhundert und der Grabstein von Johanna Gräfin Tannenberg, geschaffen 1836 von Reinalter.

## Orgel

Langhaus, Blick zur Orgel

Die Orgel baute Josef Aigner (1878) und wurde durch Franz II. Reinisch verändert. Das Instrument hat 19 Register auf zwei Manualwerken und Pedalwerk.
| I Hauptwerk C–f3 |                   |       |
| 1.               | Bourdon (ab Gis0) | 16′   |
| 2.               | Principal         | 8′    |
| 3.               | Principal-Piano   | 8′    |
| 4.               | Salicional        | 8′    |
| 5.               | Gamba             | 8′    |
| 6.               | Octav             | 4′    |
| 7.               | Flöte             | 4′    |
| 8.               | Rauschquint II    | 2 ⁄3′ |
| 9.               | Kornet III–IV     | 2 ⁄3′ |
| 10.              | Mixtur IV         | 2′    |

| II Positiv C–f3 |                  |    |
| 11.             | Geigen-Principal | 8′ |
| 12.             | Lieblich Gedackt | 8′ |
| 13.             | Flaute           | 8′ |
| 14.             | Dolce            | 8′ |

| Pedalwerk C–f0 |            |     |
| 15.            | Subbass    | 16′ |
| 16.            | Violonbass | 16′ |
| 17.            | Octavbass  | 8′  |
| 18.            | Cello      | 8′  |
| 19.            | Posaune    | 8′  |

- Koppeln: Manual-Copplung, I/P, II/P

## Glocken
Das Geläute besteht aus fünf Glocken:
| Glocke | Name                            | Masse   | Schlagton |
| ------ | ------------------------------- | ------- | --------- |
| 1      | Herz Jesu und Herz Mariä-Glocke | 1488 kg | d1        |
| 2      | Johannes der Täufer-Glocke      | 905 kg  | f1        |
| 3      | Benedikt und Scholastika-Glocke | 640 kg  | g1        |
| 4      | Leonhard-Glocke                 | 360 kg  | b1        |
| 4      | Sterbeglocke                    | 256 kg  | c2        |